# Собор Святого Григория Просветителя (Антелиас)

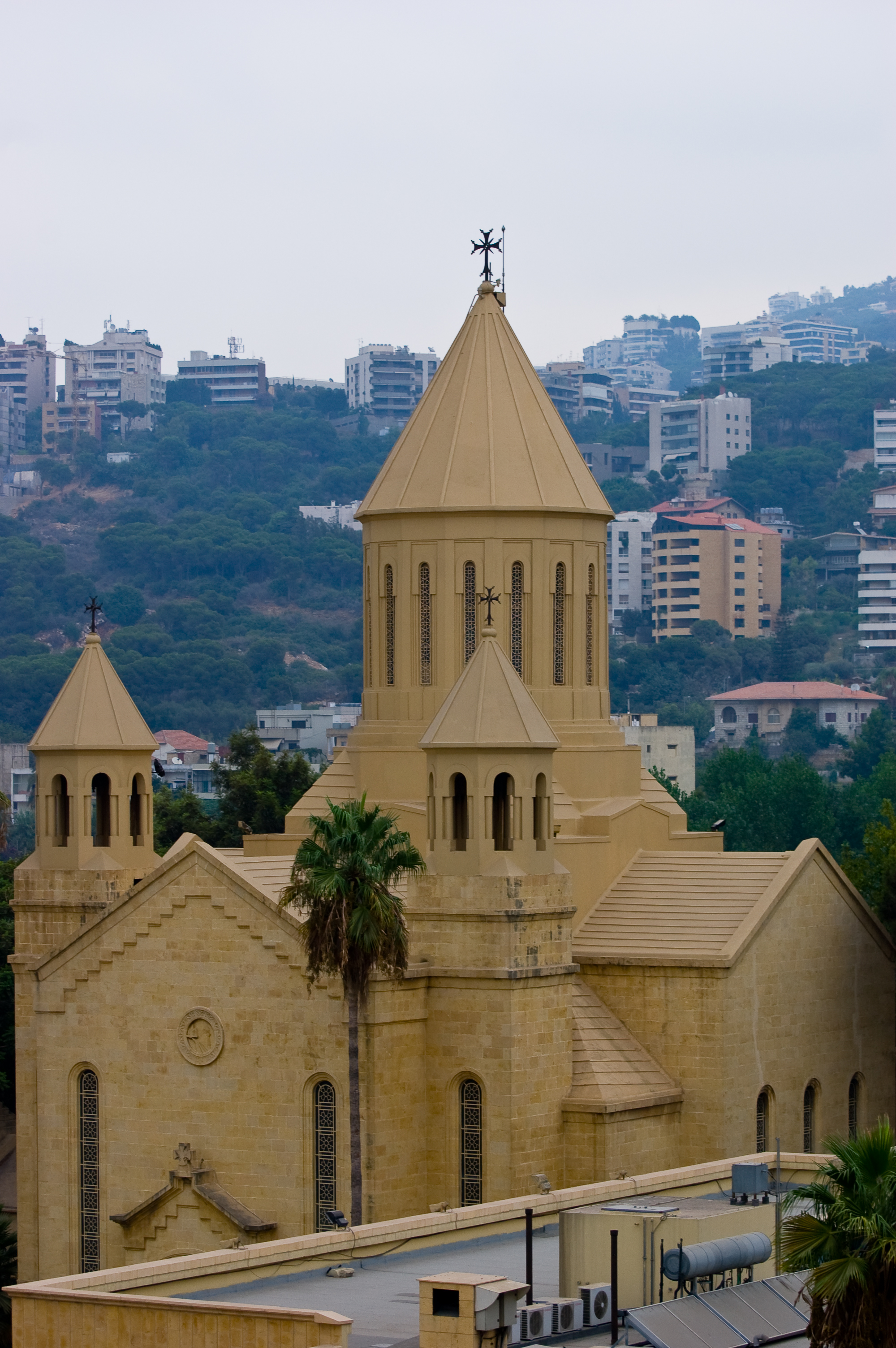
Собор Святого Григория Просветителя в Антелиасе

Собор Святого Григория Просветителя — монастырь, в котором располагается престол Киликийского католикосата Армянской апостольской церкви. 
Собор расположен в Ливане, в городе Антелиас, возведён в 1939-1940 гг. архитектором Мартиросом Алтуняном (Mardiros Altounian).

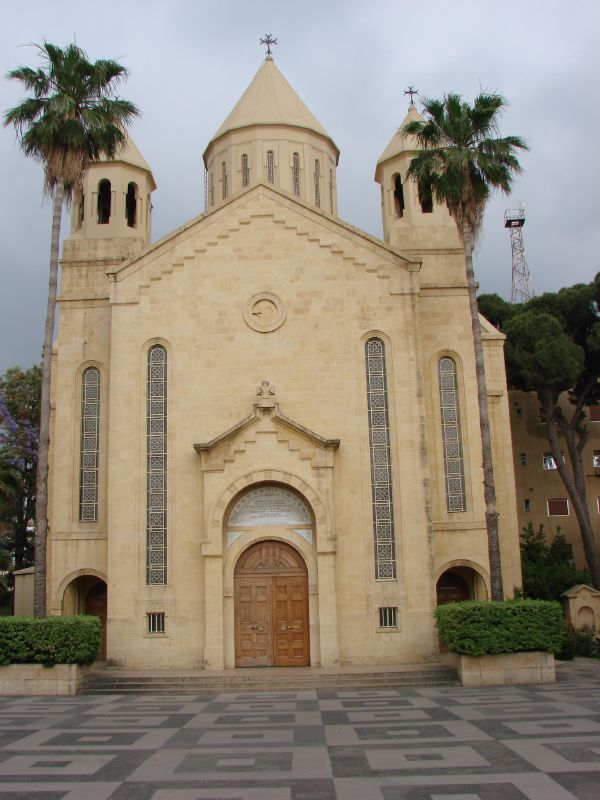
Внешний вид
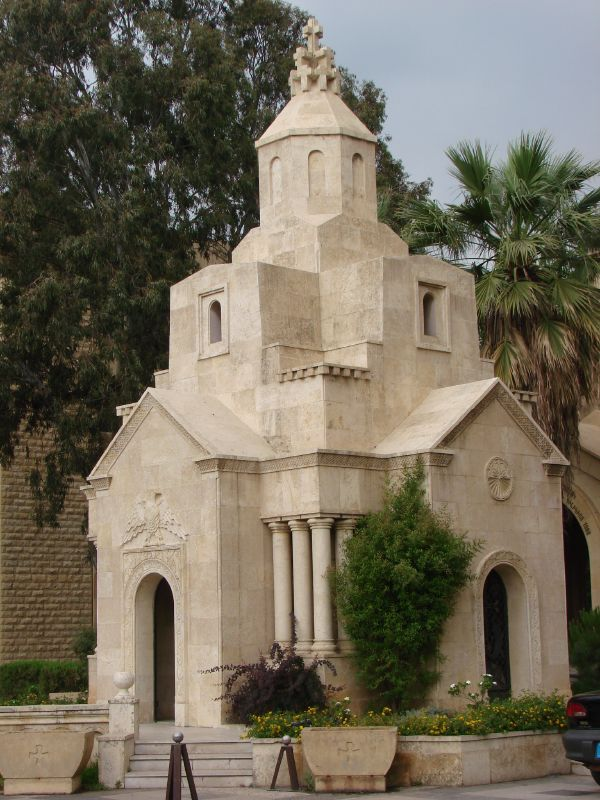
Мемориальная часовня в память о геноциде армян
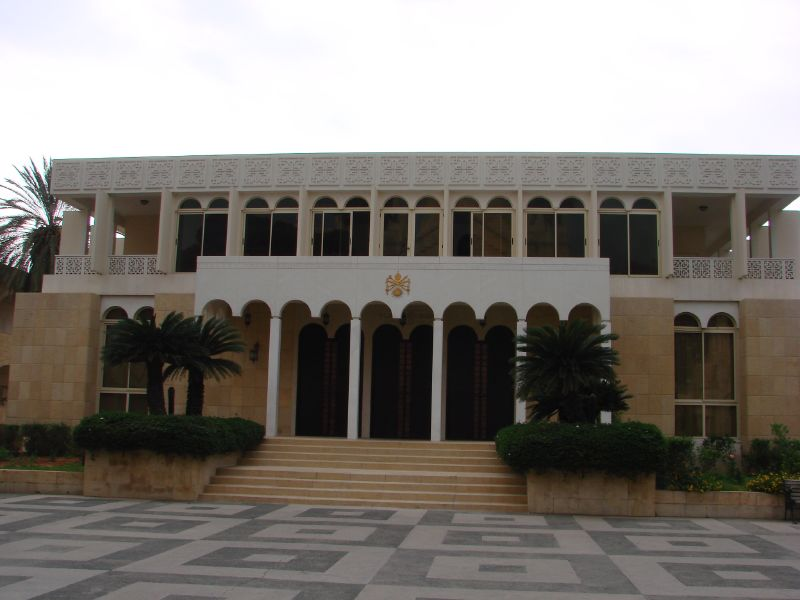
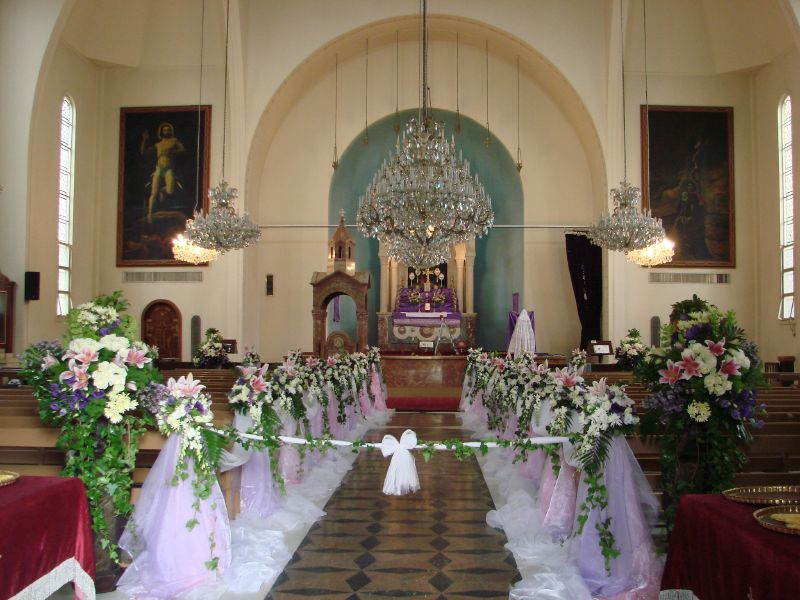
Интерьер